# Liste der Monuments historiques in Collorec
Die Liste der Monuments historiques in Collorec führt die Monuments historiques in der französischen Gemeinde Collorec auf.

## Liste der Objekte
| Bezeichnung                                                  | Beschreibung                                           | Standort                        | Kennzeichnung | Schutzstatus | Datum | Bild |
| ------------------------------------------------------------ | ------------------------------------------------------ | ------------------------------- | ------------- | ------------ | ----- | ---- |
| Skulpturengruppe Pietà mit Engeln                            | Granit, Mitte des 15. Jahrhunderts                     | in der Kirche Notre-Dame (Lage) | PM29001805    | Classé       | 1999  |      |
| Skulptur des heiligen Corentin                               | Holz, polychrom gefasst und vergoldet, 16. Jahrhundert | in der Kirche Notre-Dame (Lage) | PM29004852    | Inscrit      | 1999  |      |
| Skulpturengruppe Heilige Anna, Maria und Jesus               | Holz, bemalt, 17. Jahrhundert                          | in der Kirche Notre-Dame (Lage) | PM29000149    | Classé       | 1963  |      |
| Skulptur Christus am Kreuz Nr. 2                             | Holz, polychrom gefasst und vergoldet, um 1700         | in der Kirche Notre-Dame (Lage) | PM29004851    | Inscrit      | 1999  |      |
| Skulptur Madonna mit Kind, bezeichnet Notre-Dame de Collorec | Holz, bemalt, 15. Jahrhundert                          | in der Kirche Notre-Dame (Lage) | PM29000146    | Classé       | 1963  |      |
| Skulptur Madonna mit Kind                                    | Holz, bemalt, erste Hälfte des 17. Jahrhunderts        | in der Kirche Notre-Dame (Lage) | PM29000148    | Classé       | 1963  |      |
| Skulptur Madonna mit Kind                                    | Holz, polychrom gefasst und vergoldet, 18. Jahrhundert | in der Kirche Notre-Dame (Lage) | PM29004853    | Inscrit      | 1999  |      |
| Skulpturengruppe Kreuzabhängung                              | Holz, bemalt, 16. Jahrhundert                          | in der Kirche Notre-Dame (Lage) | PM29000147    | Classé       | 1963  |      |
| Skulpturengruppe Schutzengel kniend vor dem Kind             | Holz, bemalt, 17. Jahrhundert                          | in der Kirche Notre-Dame (Lage) | PM29000150    | Classé       | 1963  |      |
| Skulptur des heiligen Fiacrius                               | Holz, polychrom gefasst und vergoldet, 16. Jahrhundert | in der Kirche Notre-Dame (Lage) | PM29004849    | Inscrit      | 1999  |      |
| Skulptur Christus am Kreuz Nr. 1                             | Holz, polychrom gefasst, 16. Jahrhundert               | in der Kirche Notre-Dame (Lage) | PM29004850    | Inscrit      | 1999  |      |
| Skulptur des Johannes des Täufers                            | Holz, polychrom gefasst und vergoldet, 16. Jahrhundert | in der Kirche Notre-Dame (Lage) | PM29004854    | Inscrit      | 1999  |      |
| Skulptur Schmerzhafte Muttergottes                           | Holz, polychrom gefasst und vergoldet, 16. Jahrhundert | in der Kirche Notre-Dame (Lage) | PM29004855    | Inscrit      | 1999  |      |
| Skulptur der heiligen Katharina                              | Holz, polychrom gefasst und vergoldet, 16. Jahrhundert | in der Kirche Notre-Dame (Lage) | PM29004856    | Inscrit      | 1999  |      |